# Millidgea convoluta
Espèce
Millidgea convoluta est une espèce d'araignées aranéomorphes de la famille des Linyphiidae.

## Distribution
Cette espèce est endémique d'Angola.

## Publication originale
- Locket, 1968 : Spiders of the family Linyphiidae from Angola. Publicações Culturais da Companhia de Diamantes de Angola, vol. 71, p. 61-144.